# Majsur
Majsur, (ang.) Mysore – historyczne państwo w południowym Dekanie, na terenie obecnych Indii, włączone do nich w 1947 roku.

## Historia
Od II wieku n.e. rządzili nim Gangowie, od XI/XII – Hojsalowie, od XIV było to lenno Widźajanagaru, a następnie (dokładnie od 1399 roku) panowali tu Wodejarowie. W 1761 faktyczną władzę przejął dowódca wojskowy Hajdar Ali, a po jego śmierci w 1782 zastąpił go syn Tipu Sultan; obaj rozszerzyli granice państwa, tocząc wojny z Anglikami, którzy jednak w 1799 zabili Tipu i uczynili Majsur swoim wasalem, utrzymując ten stan aż do opuszczenia Indii w 1947. Funkcję stolicy pełniło miasto o tej samej nazwie oraz pobliska Srirangapatna. Ostatnim władcą państwa był Jaya Chamaraj Wadiyar. Do tradycji tego państwa nawiązuje stan Karnataka, który do 1973 również nosił nazwę Majsur.